# Церковь Святого Петра (Росток)
Церковь Святого Петра (нем. Petrikirche) — лютеранский храм в городе Росток (Мекленбург-Передняя Померания).
Церковь Святого Петра — старейшая из четырёх ганзейских церквей города. Две другие, Святой Марии и Святого Николая, сохранились; четвёртая, Святого Иакова, была разрушена во время Второй мировой войны и впоследствии разобрана.

## История
Строительство церкви Святого Петра началось в середине XIV столетия на месте маленькой церкви, построенной в 1252 году. Строение представляет собой трёхнефную базилику в стиле кирпичной готики, что характерно для севера Германии ганзейского периода.
Шпиль церкви имел высоту 127 м, но был повреждён ударом молнии в 1543 году. К 1578 году был построен новый шпиль высотой 117 м. Во Вторую мировую войну здание было повреждено, но отреставрировано в послевоенное время. В 1960-е годы интерьер церкви был расписан местным художником Лотаром Манневицем.